# Xiphulcus constrictus
Xiphulcus constrictus är en stekelart som först beskrevs av Thomson 1884.  Xiphulcus constrictus ingår i släktet Xiphulcus och familjen brokparasitsteklar. Arten är reproducerande i Sverige. Inga underarter finns listade i Catalogue of Life.